# بوبي آن ماسون
بوبي آن ماسون (بالإنجليزية: Bobbie Ann Mason)‏‏ (1 مايو 1940 في مايفيلد - ) روائية، وكاتِبة من الولايات المتحدة.